# Povorsk, Kovel
Povorsk (în ucraineană Поворськ) este localitatea de reședință a comunei Povorsk din raionul Kovel, regiunea Volînia, Ucraina.

## Demografie
Componența lingvistică a localității Povorsk
     Ucraineană (98,88%)
     Alte limbi (1,02%)
Conform recensământului din 2001, majoritatea populației localității Povorsk era vorbitoare de ucraineană (98,88%), existând în minoritate și vorbitori de alte limbi.